# Pseudoscopelus paxtoni
Pseudoscopelus paxtoni és una espècie de peix de la família dels quiasmodòntids i de l'ordre dels perciformes.

## Etimologia
Pseudoscopelus prové dels mots grecs pseudes (fals) i skopelos (un peix llanterna), mentre que paxtoni fa referència a la figura de John Paxton en reconeixement de les seues aportacions al coneixement de la ictiofauna d'aigües fondes.

## Descripció
El cos, allargat, fa 22,8 cm de llargària màxima. 22-24 espines a les dues aletes dorsals i 21-23 radis tous a l'aleta anal. 11-13 radis tous a les aletes pectorals i 1 espina i 5 radis tous a les pelvianes. 36-38 vèrtebres (de les quals, 17-18 són preanals). Línia lateral no interrompuda i amb 79 - 82 escates.

## Hàbitat i distribució geogràfica
És un peix marí i batipelàgic (entre 893 i 1.223 m de fondària), el qual viu al Pacífic sud-occidental: des de les illes Chatham fins a l'oest de les dues principals illes de Nova Zelanda (entre 173°W fins a 167°E i entre 39°S fins a 48°S).

## Observacions
És inofensiu per als humans i el seu índex de vulnerabilitat és baix (18 de 100).